# 华东地区

华东地区在中国的位置

華東地區，是中國地理大區之一，現行意義上即為“華東六省一市”，包括山東省、江蘇省、安徽省、浙江省、江西省、福建省和上海市。與经济地理上的中国东部经济区不完全等同。

## 氣候
華東省分靠海，氣候主要是溫帶與副熱帶氣候為主，以淮河為分界線，淮河以北為溫帶季風氣候，以南為亞熱帶季風氣候，雨量集中於夏季的炎熱氣候，冬季北部常有大雪，通常集中在江蘇省和安徽省的中北部地區以及山東省境內。浙江則在山區有雪、平地偶有霜。

## 歷史
華東一詞作為區域劃分，始於中國共產黨在中國大陸執政以後，國民政府並無華東一說。
1945年12月，中共中央山東分局和北上的華中局合併組成中共中央華東局，中共中央華東局在山東臨沂成立。原中共華中局書記饒漱石任書記，陳毅、黎玉任副書記，張雲逸、舒同為常委，統一領導山東、華中兩大戰略區的黨政工作。同月26日，增補郭子化（秘書長）、李林為華東局委員。
1947年1月，又增補張鼎丞（組織部長）、鄧子恢為華東局委員、常委。
1949年遷往上海。第一書記饒漱石，第二書記陳毅，第三書記：譚震林兼組織部長（至1952年8月）第四書記：張鼎丞（至1952年8月）副書記康生，宣傳部長舒同。負責領導中共上海市委、山東分局、南京市委、浙江省委等地方黨組織和各項工作。
中華人民共和國建立初期，曾設華東區（六大行政區之一），為當時一級行政區。轄區相當於今上海市、江蘇省、安徽省、浙江省、福建省、山東省。行政委員會駐上海市，由饒漱石擔任行政委員會主席。江西省當時屬中南行政區。其中，1952年，南京直轄市、蘇北行署區和蘇南行署區合併為江蘇省，南京由直轄市降為省會，皖北行署區和皖南行署區合併為安徽省。
1954年6月20日，《中央人民政府關於撤銷大區一級行政機構和合併若干省市建制的決定》公佈（這個《決定》在6月19日中央人民政府委員會第三十二次會議上通過），大行政委員會撤銷，地方行政機構統一於省市地縣制。
1958年1月，中共中央發出《關於加強協作區工作的決定》。決定將全國劃分為東北、華北、華東、華南、華中、西南、西北等七個協作區，各個協作區都成立協作區委員會，作為各個協作區的領導機構。1961年，設置華東經濟協作區，為全國六大經濟協作區之一（非行政區劃），包含上海、江蘇、安徽、浙江、福建、江西（從華中劃入）和山東等地。
1961年1月18日，中共八屆九中全會批准恢復中共中央華東局，以加強對建立比較完整的區域性經濟體系工作的領導，第一書記：柯慶施；第二書記：曾希聖；第三書記：李葆華；書記：葉飛、江華、江渭清、陳丕顯、許世友、楊尚奎、譚啟龍；候補書記：魏文伯，韓哲一。1965年10月，魏文伯，韓哲一增補為書記。
1966年，“文化大革命”開始後，經濟協作區被撤消，中共中央華東局被衝垮。
1970年編製的“四五”計劃中，決定以大軍區為依託，將全國劃分為西南區、西北區、中原區、華南區、華北區、東北區、華東區、閩贛區、山東區、新疆區等十個經濟協作區。
1978年全國五屆人大一次會議通過《1976年到1985年發展國民經濟十年規劃綱要(草案)》，提出了在全國建立獨立的、比較完整的工業體系和國民經濟體系的基礎上，基本建成西南、西北、中南、華東、華北和東北六個大區的經濟體系，並把內地建成強大的戰略後方基地。要求每個經濟協作區應建立“不同水平、各有特點、各自為戰、大力協作，農輕重比較協調發展的經濟體系”。
1981年通過“六五”計劃，將全國劃分為沿海地區和內陸地區，並分別提出了主要任務。1986年通過“七五”計劃，將全國劃分為東部、中部和西部等三大地帶，並對每個帶的發展方向提出了要求。“八五”計劃又採用了沿海與內地的劃分，也分別提出了發展要求。“九五”計劃在劃分東部與中西部地區的同時，又劃分了長江三角洲及長江沿江地區、環渤海地區、東南沿海地區、西南和華南部分省區、東北地區、中部五省、西北地區等七大經濟區。“十五”計劃又將全國分成東部、中部和西部地區，並分別提出了發展重點。
计划在“十四五”规划期间，发挥创新要素集聚优势，加快在创新引领上实现突破，推动东部地区率先实现高质量发展。加快培育世界级先进制造业集群，引领新兴产业和现代服务业发展，提升要素产出效率，率先实现产业升级。更高层次参与国际经济合作和竞争，打造对外开放新优势，率先建立全方位开放型经济体系。支持深圳建设中国特色社会主义先行示范区、浦东打造社会主义现代化建设引领区、浙江高质量发展建设共同富裕示范区。深入推进山东新旧动能转换综合试验区建设。

## 概況

### 華東六省一市
華東地區包括上海市、江蘇省、浙江省、安徽省、江西省、福建省、山東省六省一市，根据自然地理、文化等要素可以划分为如下区域。

#### 狭义上的江南地区
太湖流域的上海、江蘇南部、浙江北部構成最狹義的江南地區。上海、蘇州、杭州等城市同城效應明顯，且同屬吳越文化，互相認同感強。此外该地区还分布有江淮文化，例如南京、镇江、芜湖、马鞍山、宣城的市区。
狹義的江南根據現代漢語詞典“江南”詞條的第一條解釋指長江下游以南的地區，就是江蘇、安徽兩省的南部和浙江省的北部。而現代漢語詞典“江南”詞條的第二條解釋泛指長江以南是為廣義的江南。
代表城市：
- 上海市；
- 江蘇省：南京市、蘇州市、無錫市、常州市、鎮江市；
- 浙江省：杭州市、嘉興市、湖州市、寧波市、紹興市、金華市、衢州市；
- 安徽省：宣城市、黃山市、馬鞍山市、蕪湖市。

#### 江蘇北部
蘇北地区分布有江淮文化與中原文化，相同文化的居民相互有较强的认同感，而與蘇南吴语区的認同感较弱。  
代表城市：揚州市、泰州市、南通市、淮安市、鹽城市、徐州市、宿迁市。

#### 浙江南部
浙南地区屬於與閩越文化相近的甌越文化。
代表城市：溫州市、台州市、麗水市。

#### 安徽、江西
安徽和江西是兩個內陸省份，位於華東地區的西部。在歷史上，安徽與江蘇、上海曾屬於同一個一級行政區域——南直隷以及後來的江南省，而江西省與江南省曾共同屬於兩江總督管轄範圍。作為自古以來北人南遷的必經之路，皖、贛兩省頗具文化多樣性，其地分屬中原文化（安徽北部）、江淮文化（安徽中部）、下江文化（安徽沿江地區、江西九江）、吳越文化（安徽南部、江西東北部）、赣文化（安徽西南部、江西中部）、客家文化（江西南部）區。
虽然經濟較華東沿海省份落後，但因鄰近中南地區的河南省、湖北省、湖南省等中部省份，故經濟上與之同屬中部经济区。  
代表城市：
- 安徽省：合肥市、安慶市、蕪湖市
- 江西省：南昌市、九江市、贛州市。

#### 福建
福建是華東地區的南端，屬於閩越文化，靠近廣東、廣西、海南等華南省份，氣候上也接近於華南，政治上屬於華東，所以福建既屬於華東也屬於華南，故有時稱東南。
代表城市：福州市、莆田市、廈門市、漳州市、泉州市。

#### 山東
山東是華東地區的北端，屬於齊魯文化和中原文化，靠近河北、河南、江蘇等省份，與朝鮮半島隔海相望，是中國海岸線最長、華東地區內人口和地級市数量最多的省份，中共中央山东分局和華東局的誕生地。
山東内部可以分爲半島地區（狹義指烟臺，青島，威海）與内陸地區（環濟南城市圈），二者方言差異較大，因而兩個地區内部認同相較區域間更强。
代表城市：濟南市、青島市、威海市、煙台市、濰坊市、淄博市、濟寧市、臨沂市。

### 與江南及長三角區別
所謂江南，廣義是指滬、浙、贛、皖、湘，鄂、蘇的長江以南部分，狹義指上海和蘇南一帶，一般江南的說法不與華東重疊。
長三角的地理範圍和江南的地理範圍並不相同，狹義的長三角特指以滬寧杭為中心的上海、江蘇南部、浙江北部地區，後長三角提出擴充，擴充後的長三角指的是蘇滬浙兩省一市以及安徽部分城市。
華東地區人文文化和自然環境極具多樣性，包含吳越文化，江淮文化，贛鄱文化，閩越文化，齊魯文化等多種文化類型。華東北部基本上是以平原為主，南部多以山地丘陵為主，氣候南北差異大，山東跟華北地區氣候接近，福建跟華南地區氣候接近，中部的長三角地區氣候基本上介於華南和華北之間。  
以上海為中心，華東地區是上海最大的輻射範圍，上海的輻射範圍還有江南，長三角等等區域，這些都是以上海為中心的環形區域。  
華東地區>廣義江南地區>狹義江南地區>上海浙北蘇南>上海市>上海市區  
以上海市區為正中心的上海地區十分強有力的影響和輻射著長三角地區，較強有力的輻射到廣義上的江南地區，最遠的輻射範圍到整個華東地區，當然對山東和福建的輻射相對較弱，因為他們受上海輻射的同時也分別受到環渤海或珠三角的輻射。

## 人口
根据2020年中华人民共和国第七次全国人口普查，华东地区各省市常住人口数据如下：
1. 山東省 1億0152萬[2]
2. 江蘇省 8475萬[3]
3. 浙江省 6457萬[4]
4. 安徽省 6102.7萬[5]
5. 江西省 4519萬[6]
6. 福建省 4154萬[7]
7. 上海市 2487萬[8]